# HAT-P-12
HAT-P-12, TOI-1844 — одиночная звезда в созвездии Гончих Псов на расстоянии около 460 световых лет (около 141 парсек) от Солнца. Визуальная звёздная величина звезды — +12,84m. Возраст звезды определён как около 2,5 млрд лет.
Вокруг звезды обращается, как минимум, одна планета.

## Характеристики
HAT-P-12 — оранжевый карлик спектрального класса K4V, или K5. Масса — около 0,733 солнечной, радиус — около 0,701 солнечного, светимость — около 0,188 солнечной. Эффективная температура — около 4508 K.

## Планетная система
В 2009 году в рамках проекта HATNet командой астрономов было объявлено об открытии планеты HAT-P-12 b. Это газовый гигант, обращающийся очень близко к родительской звезде — на расстоянии 0,03 а.е. Планета состоит, по преимуществу, из водорода и гелия; при этом она имеет ядро, равное по массе 10 массам Земли. Сравнив полученные данные с существующими теоретическими моделями исследователи пришли к выводу, что её возраст равен 1—4,5 миллиарда лет.